# Associazione Calcio Bellaria Igea Marina 2004-2005
Questa voce raccoglie le informazioni riguardanti l'Associazione Calcio Bellaria Igea Marina nelle competizioni ufficiali della stagione 2004-2005.

## Rosa
| N. |                   | Ruolo | Calciatore            |
| -- | ----------------- | ----- | --------------------- |
|    | Italia (bandiera) | D     | Marco Amaranti        |
|    | Italia (bandiera) | C     | Alex Ambrosini        |
|    | Italia (bandiera) | C     | Luca Bartolini        |
|    | Italia (bandiera) | C     | Marco Brighi          |
|    | Italia (bandiera) | P     | Fabio Finucci         |
|    | Italia (bandiera) | A     | Domenico Girardi      |
|    | Italia (bandiera) | A     | Umberto Improta       |
|    | Italia (bandiera) | C     | Christian Lantignotti |
|    | Italia (bandiera) | A     | Beniamino Liberti     |
|    | Italia (bandiera) | C     | Roberto Marta         |
|    | Italia (bandiera) | D     | Filippo Medri         |
|    | Italia (bandiera) | P     | Rosario Niosi         |

| N. |                    | Ruolo | Calciatore         |
| -- | ------------------ | ----- | ------------------ |
|    | Italia (bandiera)  | D     | Antonio Pannullo   |
|    | Italia (bandiera)  | D     | Mauro Rizzo        |
|    | Italia (bandiera)  | C     | Gianmarco Rodio    |
|    | Italia (bandiera)  | C     | Paolo Rossi        |
|    | Italia (bandiera)  | D     | Fabrizio Salvigni  |
|    | Italia (bandiera)  | D     | Christian Santi    |
|    | Nigeria (bandiera) | D     | Mast Hillary Sedù  |
|    | Italia (bandiera)  | D     | Angelo Siniscalchi |
|    | Italia (bandiera)  | D     | Mirko Stefani      |
|    | Italia (bandiera)  | C     | Luca Valeri        |
|    | Italia (bandiera)  | C     | Simone Viroli      |
|    | Italia (bandiera)  | A     | Gerardo Young      |